# Hybrid Theory
A Hybrid Theory a Linkin Park debütáló nagylemeze, amely 2000. október 24-én jelent meg a Warner Records gondozásában. Az albumot a kaliforniai észak-hollywoodi NRG Recordingsnál rögzítették, producere Don Gilmore volt. Az album lírai témái az énekes, Chester Bennington serdülőkorában tapasztalt problémáival foglalkoznak, beleértve a kábítószer-abúzust, valamint szülei állandó veszekedését és válását. Az album címét a zenekar korábbi nevéből, valamint a zeneelmélet és a különböző stílusok ötvözésének fogalmából veszi. Ez az egyetlen album, amelyen Dave Farrell basszusgitáros nem játszik.
Az albumról négy kislemez jelent meg, a One Step Closer, az In the End, a Crawling, és a Papercut. Közülük legsikeresebb az In the End lett, az album összes kislemeze a mai napig a banda legsikeresebb dalai közé tartozik.
Megjelenésekor általában pozitív kritikákat kapott, és komoly kereskedelmi siker lett. A Billboard 200-on a második helyen áll, az Amerikai Hanglemezipari Szövetség-től (RIAA) 12-szeres platina minősítést kapott. Ezenkívül 15 országban a top 10-be jutott, az Egyesült Államokban 12 millió, míg világszerte 32 millió példányban kelt el, ezzel a Guns N’ Roses Appetite for Destruction (1987) óta minden idők egyik legkelendőbb albuma, és a 21. század legkelendőbb rock albuma. A Billboard 200-on a második helyig jutott, míg más országokban listavezető volt. 2002-ben jelölték a legjobb rockalbumnak járó Grammy-díjra. Szerepel az 1001 lemez, amit hallanod kell, mielőtt meghalsz című könyvben. A Crawling elnyerte a a legjobb hard rock előadást a 44. Grammy-díjátadón.
2002-ben a csapat kiadta a Reanimation című remixalbumot, amely az album dalait tartalmazta, amelyeket nu metal és underground hip hop előadók remixeltek és értelmeztek újra. Az album közreműködői között volt Black Thought, Pharoahe Monch, Jonathan Davis, Stephen Carpenter, és Aaron Lewis. A későbbi Linkin Park-albumok hangzása magában foglalta a klasszikus hangszerekkel, például vonósokkal és zongorával való kísérletezést, valamint az album azonos elektronikai elemeit, amelyek kiemelkedően szerepelnek a zenekar második stúdióalbumán, a Meteorán.        
2020. augusztus 13-án a Warner Records bejelentette az album megjelenésének 20. évfordulója alkalmából történő újrakiadását. Ezzel egyidőben megjelent egy korábban kiadatlan demófelvétel is, a She Couldn't.

## Az album dalai
|     | Cím                 | Szerző(k)                            | Hossz |
| --- | ------------------- | ------------------------------------ | ----- |
| 1.  | Papercut            | Linkin Park                          | 3:05  |
| 2.  | One Step Closer     | Linkin Park                          | 2:35  |
| 3.  | With You            | Linkin Park, Dust Brothers           | 3:23  |
| 4.  | Points of Authority | Linkin Park                          | 3:20  |
| 5.  | Crawling            | Linkin Park                          | 3:30  |
| 6.  | Runaway             | Linkin Park, Mark Wakefield          | 3:04  |
| 7.  | By Myself           | Linkin Park                          | 3:09  |
| 8.  | In the End          | Linkin Park                          | 3:36  |
| 9.  | A Place for My Head | Linkin Park, Wakefield, Dave Farrell | 3:04  |
| 10. | Forgotten           | Linkin Park, Wakefield, Farrell      | 3:14  |
| 11. | Cure for the Itch   | Linkin Park                          | 2:37  |
| 12. | Pushing Me Away     | Linkin Park                          | 3:11  |

| 13. | My December                      | Shinoda     | 4:22 |
| 14. | High Voltage                     | Linkin Park | 3:47 |
| 15. | Papercut (Recorded live at BBC1) | Linkin Park | 3:09 |

## Videóklipek
Az album 5 száma alapján készült videóklip.
One Step Closer: A videóklip eredetileg élő felvételeket is tartalmazott volna egy koncertről, végül nem került bele. Los Angeles alatt forgatták, 63 láb (19 méter) mélyen, a V.A. kórház alatt húzódó csatornában. Rendezője Gregory Dark volt.
Papercut: A klipet Nathan Cox rendezte. Eredetileg csak Nagy-Britanniában mutatták volna be, az Államokban nem, de végül az együttes úgy döntött, hogy az USA-ban is bemutatják.
In the End: A klipet Nathan Cox és Joe Hahn rendezte. Los Angelesben vették fel. Patrick Tatopoulous készítette a designt a Függetlenség napja alapján. Az MTV két díjat is nekiítélt.
Crawling: A számhoz két klipet forgattak, az elsőt Angliában, de ezt csak néhány tévécsatorna adta le. A másodikat az USA-ban és Angliában forgatták. Joe Hahn is segített a klip rendezésében, de a rendező Colin Strause volt. Az eredeti történet egy gonoszról és az erőszakról szól, de a kiadó miatt változtatni kellett rajta. Az új változat egy lányról szól, akit molesztál az apja.
Points of Authority: Nem hivatalos videóklip, néhány zenecsatorna mégis alkalmanként adta le. Koncertfelvételekből állították össze, Nathan Cox rendezte.

## Közreműködtek

### Linkin Park
- Chester Bennington – ének
- Mike Shinoda – vokál, ritmusgitár, billentyűk
- Brad Delson – gitár, basszusgitár
- Dave Farrell – basszusgitár (szerepel az album közreműködői között)
- Rob Bourdon – dob, ütőhangszerek
- Joseph Hahn – DJ, billentyűk, sampler

### További közreműködők
- The Dust Brothers – további beatek a With You-n
- Ian Hornbeck – basszusgitár a Papercut, A Place for My Head és Forgotten dalokon
- Scott Koziol – basszusgitár a One Step Closer-en

### Grafika, rajzok
- Frank Maddocks – grafika
- James Minchin III – fotók
- Mike Shinoda – a katona rajz, vázlatok, rajzok
- Joe Hahn – vázlatok, rajzok

## 20 éves jubileumi kiadás
Az album megjelenésének 20. évfordulójára készülve, a zenekar arra kérte rajongóit, hogy az évforduló alkalmából küldjenek be képeket és videókat a lemez kapcsán. Augusztus 7-én a banda hivatalos weboldala ideiglenes átalakításon esett át, amely a 2000-es évek eleji számítógépes technikához hasonlított, és az album újrakiadását sejtető nyomokat és rejtvényeket tartalmazott, köztük a régi e-maileket, képeket, és kódokat. A weboldalt gyakran frissítették, ami a 20. évforduló augusztus 13-ai újrakiadásának bejelentése előtt történt; egy korábban kiadatlan dal, a She Couldn't, ugyanezen a napon jelent meg.
Az album előrendelése a megjelenés tartalmának bejelentésével indult. Különféle tartalmakat tartalmaz a Hybrid Theory korszakból, beleértve az eredeti albumot, a banda Reanimation című remixalbumát, a Hybrid Theory EP-t, valamint különböző B-oldalakat, demókat, élő számokat, és remixeket. A legtöbb szám korábban kislemezen, bővített kiadáson, és a Linkin Park Underground rajongói klubon keresztül jelent meg, míg más számok most jelennek meg először ezen a válogatáson. A kiadás különféle kiadásait főként CD-n és bakeliten kínálták, és 2020. október 9-én jelent meg.
A kiadás szuper deluxe kiadása a zenén kívül további bónuszokat is tartalmaz, köztük három DVD-t, művészeti nyomatokat, és egy 80 oldalas könyvet, amely soha nem látott képeket tartalmaz. A három DVD közül az egyik korábban, 2001. november 20-án, a Hybrid Theory promóciója során jelent meg, dokumentálva a banda úton töltött idejét Frat Party at the Pankake Festival címmel. A másik két DVD kizárólag a szuper deluxe kiadásban jelent meg először.
A válogatás digitális megfelelője is megjelent, csak a zenével, összesen 80 számot tartalmazva.

## Helyezések
| Listák (2000–2002)                            | Legjobb helyezés |
| --------------------------------------------- | ---------------- |
| Ausztrália (ARIA Top 50 Albums)               | 2                |
| Ausztria (Ö3 Austria Top 40)                  | 2                |
| Belgium (Ultratop Flandria)                   | 3                |
| Belgium (Ultratop Vallónia)                   | 13               |
| Kanada (Billboard Canadian Albums Chart)      | 5                |
| Dánia (Hitlisten Album Top 40)                | 4                |
| Hollandia (Dutch Charts Album Top 100)        | 13               |
| Franciaország (SNEP Album Top 100)            | 17               |
| Finnország (Musiikkituottajat Albumit Top 50) | 4                |
| Németország (Offizielle Top 100)              | 2                |
| Magyarország (MAHASZ Top 40 albumlista)       | 4                |
| Írország (IRMA)                               | 6                |
| Olaszország (FIMI Album Top 20)               | 2                |
| Japán (Oricon)                                | 19               |
| Új-Zéland (Recorded Music NZ Top 40 Albums)   | 1                |
| Norvégia (VG-lista Album Top 40)              | 5                |
| Lengyelország (ZPAV Album Top 50)             | 10               |
| Egyesült Királyság (Scottish Albums)          | 4                |
| Spanyolország (AFYVE)                         | 15               |
| Svédország (Sverigetopplistan Top 60 Albums)  | 4                |
| Svájc (Schweizer Hitparade Top 100 Albums)    | 5                |
| Egyesült Királyság (UK Albums Chart)          | 4                |
| USA Billboard 200                             | 2                |